# Instituto de Ingeniería de Radio y Electrónica
El Instituto de Ingeniería de Radio y Electrónica ( ruso : Институт радиотехники и электроники (ИРЭ) ) de la Academia Rusa de Ciencias es un instituto en Moscú, que lleva a cabo la investigación fundamental en el campo de la radiofísica, radiotecnica , física y electrónica cuántica, informática.
Fue creado en 1953 como un instituto de la Academia de Ciencias de la URSS. El edificio principal se encuentra en el antiguo edificio de la Facultad de Física de la Universidad Estatal de Moscú en la calle Mokhovaya. En 1955 se expandió para incluir sedes en Friázino, Saratov y Uliánovsk. Desde 1954, durante mucho tiempo su director fue el famoso científico soviético Vladimir Kotelnikov. A partir de 2006 el director es Yuri Gulyaev.
En 1957, por decisión del Comité Central del PCUS y el Consejo de Ministros, se asignó al instituto la tarea de establecer estaciones, que recibirían las señales del Sputnik 1. Había muy pocas estaciones profesionales en la URSS en ese momento, y el instituto cooperó con radioaficionados en todo el país y proporcionó el equipo necesario a 30 grandes clubes de radioaficionados seleccionados del DOSAAF desde el Mar Báltico hasta el Océano Pacífico.
El instituto dirige trabajos científicos sobre la creación del radar planetario y sobre la exploración radio localización de otros planetas. Uno de los principales resultados fue la creación del primer mapa de radar del hemisferio norte de Venus en 1984, utilizando los resultados de las misiones Venera 15 y Venera 16.
En 1969 el instituto fue galardonado con la Orden de la Bandera Roja del Trabajo.